# 92 Sabiá FM
92 Sabiá FM é uma emissora de rádio brasileira sediada na cidade de Conceição do Coité, no estado da Bahia. Opera no dial FM, na frequência 92,1 MHz, e é afiliada à Rede Metrópole de Rádio, em um misto com a Educadora FM. Pertence à Fundação Bailon Lopes Carneiro.

## História
A emissora foi fundada em 18 de agosto de 2003 como Sabiá FM, sendo a primeira emissora em FM da cidade, que até então só contava com a emissora AM Rádio Sisal 900 kHz.
Em 19 de março de 2014, a emissora afilia-se a Tudo FM de Salvador e passa a se chamar Tudo FM Conceição do Coité.
Em 13 de janeiro de 2016, a emissora coiteense passa a realizar uma mista afiliação com a Rádio Metrópole de Salvador e a Tudo FM, tornando-se 92 FM. Em 1 de maio de 2017, com o declínio da Tudo FM em Salvador, a emissora passou a ser somente afiliada à Rádio Metrópole.
Em 1 de fevereiro de 2022, após dois anos transmitindo sua programação somente pela internet, a emissora voltou a operar em 92.1 MHz, assumindo a nomenclatura 92 Sabiá FM.
Em 8 de fevereiro de 2023, a 92 Sabiá FM anunciou que passaria a transmitir o jornalístico esportivo Max Esportes e Notícias, apresentado por Nilton Feliz. O radialista havia sido demitido da Rádio Sisal após 34 anos.

## Programas
Além de transmitir programas da Educadora FM e Rádio Metrópole, a 92 Sabiá FM produz ou transmite os seguintes programas:
- Arena Sertaneja: Musical;
- É Notícia: Jornalístico, com Leo Nunes;
- Forró para Todos: Musical;
- Max Esportes e Notícias: Jornalístico esportivo, com Nilton Feliz;
- Melhor do Brasil: Musical;
- Multicultura: Variedades;
- Podcast e MPB: Musical;
- Pressão Forrozeira: Musical;
- Sonosfera Sabiá: Musical;
- Super Manhã: Variedades, com Aline Mota;

Diversos programas locais compuseram a grade da emissora, e foram descontinuados:
- Acorda pra Vida
- Alô Sertão
- Bate Bola
- Boa Tarde Sabiá
- Bom Dia Sabiá
- Em Cima da Hora
- Esporte 92
- FMPB
- Onda Livre
- Ouça Universidade
- Mais Coité
- Manhã da Sabiá
- Na Hora H
- Noite da Sabiá
- Programa de Notícias
- Prosa Rural
- Ronda 24
- Tarde Sabiá